# 新加坡泛太平洋酒店
新加坡泛太平洋酒店（英語：Pan Pacific Singapore）位於新加坡濱海中心，是泛太平洋酒店及度假村旗下的酒店。建築物樓高37層，共提供790個房間，是滨海广场發展項目中，3間酒店最高的1間，其餘兩間分別為新加坡滨华大酒店和新加坡文華東方酒店。

## 画廊
- 新加坡泛太平洋酒店的中庭
- 新加坡泛太平洋酒店的內置升降機